# Mount Dalton
Mount Dalton är ett berg i Antarktis. Det ligger i Östantarktis. Australien gör anspråk på området. Toppen på Mount Dalton är 1 175 meter över havet, eller 343 meter över den omgivande terrängen. Bredden vid basen är 3,5 km.
Terrängen runt Mount Dalton är kuperad åt sydväst, men åt nordost är den platt. Trakten är obefolkad. Det finns inga samhällen i närheten.